# راكدة حالة للدم
راكدة حالة للدم (الاسم العلمي: Acinetobacter haemolyticus) هي نوع من البكتيريا يتبع جنس الراكدة من الفصيلة الموراكسيلية.